# Aeta Lamb

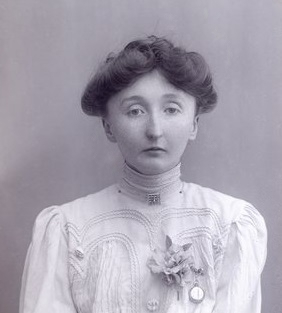
Aeta Adelaide Lamb, 1911

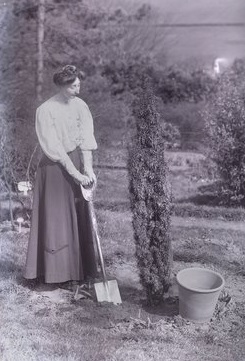
Lamb setzt einen Baum m Garten von Eagle House, 1911

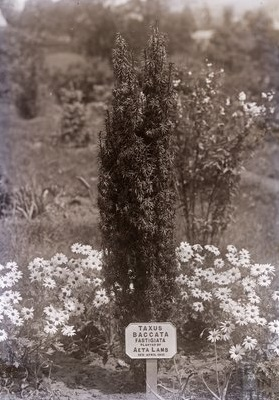
Die von Lamb gesetzte Eibe (Taxus Baccata Fastigiata) mit der angebrachten Gedenktafel, 1911

Aeta Adelaide Lamb (* 1886 in  Demerara, Britisch-Guayana; † Juni 1928 in London) war eine britische Suffragette und eine der am längsten tätigen Organisatorinnen in der Women’s Social and Political Union (WSPU).

## Leben
Lamb wurde in Demerara in Britisch-Guayana geboren und nach einer Palme benannt, die ihr Vater, der Botaniker William Davis Lamb, dort entdeckt hatte. Ihr Vater starb, als sie noch ein Kind war, und Aeta, ihre beiden Geschwister und ihre Mutter Adelaide, Tochter von General Henry Nicoll, kehrten nach England zurück. Von 1898 bis 1899 besuchte sie in London die Notting Hill High School.
Im Jahr 1906 trat sie der Women’s Social and Political Union (WSPU) bei. Sie galt als sehr wortgewandt und schrieb einige von Christabel Pankhursts Reden, während sie in der „Informationsabteilung“ arbeitete; bis dahin, dass sie als die wahre Quelle hinter einigen von Pankhurts bekanntesten Äußerungen angenommen wird. Im Oktober 1906 nahm sie an einer Demonstration vor dem Unterhaus teil und wurde verhaftet, aber schließlich freigelassen, nachdem ihre Mutter ihre Geldstrafe bezahlt hatte. Trotzdem nahm sie im Februar/März 1907 und im Oktober 1908 an einer weiteren Demonstrationen teil, was zu Haftstrafen von einer Woche und dann einem Monat im Holloway Prison führte.
Im Juli 1907 unterstützte sie an der Seite von Annie Kenney den Nachwahlkampf im Wahlkreis North West Staffordshire und im August 1907 in Bury St Edmunds an der Seite von Emmeline Pankhurst, woraufhin sie im Oktober 1907 zur nationalen WSPU-Organisatorin ernannt wurde. Zu der Zeit war sie mit Kenney in Bristol und wurde dort bei einer Aktion zusammen mit Patricia Woodlock und Emily Sproson sowie über 50 weiteren Personen verhaftet.
Im Januar 1908 unterstützte sie erneut Emmeline Pankhurst, diesmal bei den Nachwahlen in Mid-Devon und dann bei den Nachwahlen in Herefordshire (Ross). Von dort aus war sie eine der Hauptorganisatorinnen der ersten Versammlung des Bath-Zweiges der WSPU im April 1908. Hier lernte sie auch die Familie von Mary Blathwayt und deren Haus Eagle House kennen, wo die Blathwayts zwischen 1908 und 1912 ein Zufluchtshaus für Suffragetten betrieben. Im Jahr 1911 war Lamb eines der letzten WSPU-Mitglieder, die sich dorthin begaben und einen Gedenkbaum in ihrem Garten pflanzten, bevor die Blathwayts ihre Unterstützung aufgrund der Militanz der Organisation zurückzogen.
Im April 1908 unterstützte sie Mary Gawthorpe im Nachwahlkampf in Kincardineshire, danach half sie in den Burghs von Montrose, Dundee und Stirling bei den Wahlkämpfen im Mai und dann noch einmal in Pudsey im Juni 1908. Nach diesen Kampagnen begannen ihre Gesundheit und ihre Ausdauer zu schwinden, so dass sie nach London zurückkehrte, um bis zum Ausbruch des Ersten Weltkriegs im WSPU-Hauptquartier zu arbeiten, wodurch sie zu einer der dienstältesten Organisatorinnen wurde. Eine ihrer letzten Aufgaben bestand darin, eine Liste der inhaftierten Suffragetten zu erstellen – zum Zeitpunkt der Fertigstellung enthielt sie über 1.200 Dokumente, die für die Verhaftung von über 450 Suffragetten relevant waren.
Sie blieb der WSPU während der gesamten Zeit treu, obwohl sie zunehmend Bedenken gegen die sich steigernde Gewalt des Protests entwickelte.
Während des Krieges arbeitete sie in den Kriegsdepots und war danach weitgehend erfolglos bei der Suche nach einer Erwerbstätigkeit, obwohl sie Stenografie, Maschinenschreiben und sogar Kochen lernte. Sie starb im Alter von 41 Jahren im Elizabeth Garrett Anderson Hospital in London an Krebs.

## Weitere Literatur
- Silvia Pankhurst: The Suffragette Movement – An Intimate Account Of Persons And Ideals. Lovat Dickson & Thompson, London 1935, ISBN 1-4094-0043-3.
- Vera Douie: Aeta Lamb, Biographical Note. The Suffragette Fellowship Collection, Museum of London.